# Суаны
Суаны (каз. Суан руы, Суандар, [suan rɤwɯ]) — род племенного союза Уйсун в системе генеалогии казахов Старшего жуза. Суан — самое малочисленное племя казахов Большой-Орды (Старший жуз). Кочевья находились в пределах бассейна реки Иле в предгорьях Джунгарских Алатау, и во времена Джунгарских и Калмыцких войн, род находился на пути вторжения джунгар и калмыков, в связи с чем суаны несли наибольшие потери, однако это обусловило наличие самого большого числа батыров — выходцев из рода суан.

Тамга Суан

Из Старшего жуза под влиянием Толе би обратились к Анне Иоанновне о принятии их в российское подданство хан Жолбарс, торе султан Кодар, аксакалы из рода Суан Аралбай и из рода Албан Ырыскельды батыр, прославленные военачальники Суан Сатай батыр Аккабакулы, Албан Хангельды Сырымбетулы и Шапырашты Болек батыр. На основе их просьбы она подписала 10 июня 1734 года указ о принятии казахов Старшего жуза в состав Российской империи.

## Основные данные

### Уран боевой клич
С середины XVII века боевой клич Суанов — «Байсуан!». До этого боевым кличем племени Суан был «Бахтияр!», который считается общим предком уйсунских племен. «Байсуан» в переводе с казахского языка «Богатые суаны», так как были богаты скотом, баи этого рода давали казахским батырам табуны лошадей в войне против джунгарских войск, были опорой Казахов.

## История
Согласно В. В. Вострову и М. С. Муканову, суаны имеют древнетюркское происхождение. Суаны, по их мнению, уже в V—VI вв. входили в союз племён дулу. Они пришли к выводу, что племена суан и албан, входя в конфедерацию племён дулу и будучи родственными дулатам, обитали так же, как и последние, на территории Семиречья с VI—VII вв.
При этом упоминание о собственно албанах и суанах доподлинно встречается лишь в середине XVIII в. в описании родоплеменного состава казахов Среднего и Старшего жузов, составленном М. Тевкелевым.
По начертанию тамг албаны и суаны близкородственны дулатам.
Согласно мнению ряда других исследователей, история суанов началась после периода монгольских завоеваний. Происхождение албанов часто освещают в рамках их родственных связей с другими родами из племенного объединения уйсун. Б. Б. Ирмуханов в уйсунах видел потомков дарлекин-монгольского племени ушин. Согласно шежире, предком уйсунов является Майкы-бий из монгольского племени ушин (хушин). Также возможна связь албанов с родом албат, ветвью кереитов (кереев).
Согласно альтернативному мнению, происхождение уйсунов связано с нирун-монгольском племенем баарин. Подобного мнения придерживаются М.-Х. Сулейманов, Ж. М. Сабитов и Н. Б. Баймуханов. Как считают Сабитов и Баймуханов, роды дулат, суан, албан, шапрашты, ошакты являются потомками рода уйсун и имеют общего предка по мужской линии (предположительно это Байдибек, потомок Майкы-бия).

## Численность и расселение
На рубеже XIX—XX вв. общая численность суанов насчитывалась по Н. Аристову — 4000 семейств, по данным М. Тынышпаева — около 40 тыс. человек.

## Происхождение
В отношении суанов (суванов) в казахстанской историографии существует мнение, что они ранее входили в союз племён дулу. Другие отождествляют суанов с нирун-монгольским племенем сукан. Ч. Ч. Валиханов считал, что они, как и дулаты, монгольского происхождения.
В. В. Востров и М. С. Муканов считали, что суаны близкородственны племенам албан и дулат. Согласно шежире, Албан, Дулат и Суан были братьями и потомками Уйсуна, предка племён Старшего жуза. При этом в уйсунах Б. Б. Ирмуханов видел потомков дарлекин-монгольского племени ушин.

## Гаплогруппа
Для уйсунов характерной является гаплогруппа С2-M217. У Суанов 32 % R1a1a-M198. Подрода Бағыс, Жәдігер являются вошедшими (кірме) в род суан. А для кланов суан, албан, сарыуйсун, шапырашты характерно накопление только варианта С2*-М217 (хМ48, xM407). 

## Разделение
Суаны подразделяются на 3 крупных родовых подразделения: байтюгей, токарстан, карабас и 2 разделенных рода багыс, жадыгер. Уран — бахтияр, байсуан. Тамга — O «ат арба», қамшы (конная упряжка, кнут).

| - Карабас: 1. Ханбагыс 2. Досбагыс, 3. Есбагыс. | - Байтюгей: 1. Елтынды, 2. Жылкелды. | - Токарстан: 1. Турымбет 2. Мурат 3. Бердіге 4. Баубек 5. Жадигер |

## Шежире
По устным родословным, впервые записанными Ч. Ч. Валихановым и Н. А. Аристовым, родоначальником казахских суанов является Жарыкшак, сын легендарного Байдибека.
Согласно шежире З. Садибекова: у Майкы был сын Бахтияр, у него было два сына — Ойсыл и Уйсил. У Ойсыла было три сына: Жалмамбет (отец Ошакты), Жарымбет (отец Шапырашты), Жарас (отец Ысты). У Уйсина сын Абак (Аксакал), у которого сын Караш-би. У него сыновья Байдибек и Байдуыл. У Байдуыла — сын Шакшам, у Байдибека — сын Сары Уйсун (от Байбише — старшей жены) и Жарыкшак (от Домалак ана). У Жарыкшака — сыновья Албан, Суан, Дулат.
Согласно шежире Г. Н. Потанина, у Уйсуна было два сына — Абак и Тарак. От Тарака происходили жалаиры, от Абака — Дулат, Албан, Суан, от Токал (второй жены) — Шапырашты, Ошакты, Ысты, Сыргелы, а Канлы и Шанышкылы являются пришельцами (кирме).

## Представители
- Аралбай Кебенекулы — батыр, участник казахско-джунгарской войны, посол.
- Абылхан Кастеев — казахский живописец и акварелист, народный художник Казахской ССР (1944), основоположник казахского изобразительного искусства.
- Аскар Оразакын — казахский и советский поэт, филолог, фольклорист. Лауреат Международной литературной премии «Алаш» и литературной премии Союза писателей Казахстана имени Мукагали Макатаева.
- Айтакын Булгаков — народный поэт Казахстана, известный айтыскер, композитор.
- Асанова Ләззат Оразханқызы — героиня Декабрьского восстания 1986 года.
- Сыпатаев Ербол — герой Декабрьского восстания 1986 года.
- Макпал Абдыманаповна Исабекова — Казахстанская эстрадная певица. Обрела популярность как участница проекта «SuperStar KZ», актриса, телеведущая, лауреат платиновой премии Казахстана «Тарлан» (2004).
- Жансая́ Дания́ровна Абдумали́к — казахстанская шахматистка, международный гроссмейстер (2021) международный мастер (2017) и гроссмейстер среди женщин.
- Сабыр Рахимов—Советский военачальник в 1945 году - командир 37-й гвардейской Речицкой дважды Краснознамённой орденов Суворова 2-й степени Кутузова 1-й степени Богдана Хмельницкого 2-й степени стрелковой дивизии 65-й армии 2-го Белорусского фронта, гвардии генерал-майор. Герой Советского Союза.